# Oencia
Oencia es un municipio y lugar español de la provincia de León, en la comunidad autónoma de Castilla y León, comarca de El Bierzo. Es uno de los municipios leoneses en los que se habla gallego. Cuenta con una población de 277 habitantes (INE 2024).

## Entorno natural
Destaca el entorno del río Selmo, un río caudaloso y con gran fuerza en sus aguas, hecho que motivó que antiguamente sus aguas fuesen utilizadas para el trabajo de ferrerías en su cauce. Asimismo, la montuosidad del término, cobijado entre la Peña do Seo y la sierra de la Encina de la Lastra, ofrece un bello paisaje natural con bosques de abedules, hayas, robles o castaños, así como una fauna en la que pueden encontrarse lobos, zorros, nutrias, tejones o corzos.

## Historia

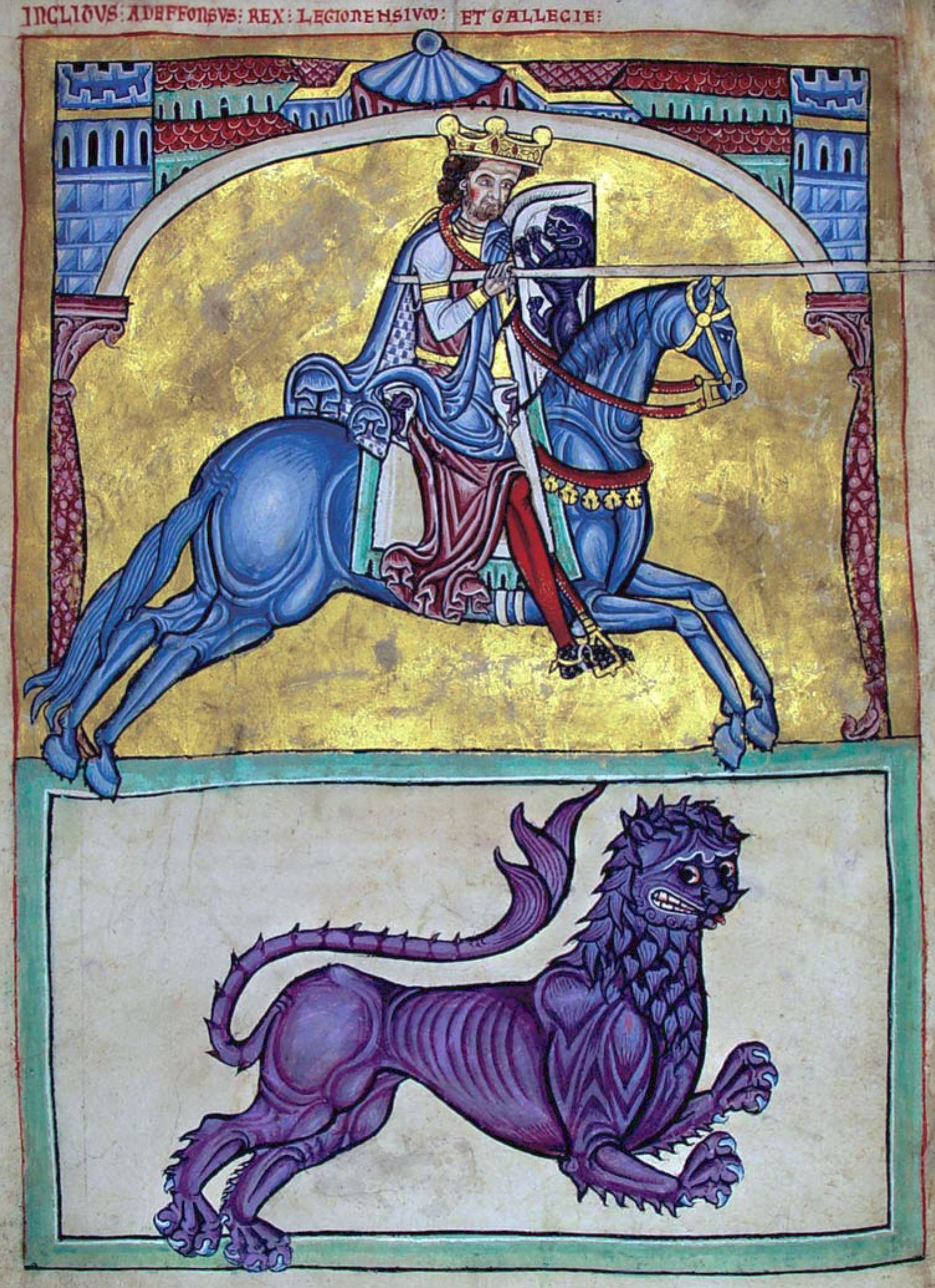
Alfonso IX de León concedió fuero propio a la Tierra de Friera y carta de behetría a la Tierra de Aguiar

La fundación de Oencia y del resto de las localidades del municipio se dataría en la Edad Media, cuando se integraron en el reino de León, en cuyo seno se habría acometido su fundación o repoblación. Así, las localidades del municipio formaron parte en los siglos XI y XII de la tenencia de Aguiar.
Ya en el siglo XIII, cabe destacar que en 1206 el rey Alfonso IX de León concedió fuero propio a la Tierra de Friera, otorgando asimismo en 1228 una carta de behetría a los moradores de la Tierra de Aguiar.
Posteriormente, en el siglo XIV, el grueso de Aguiar y la Tierra de Friera pasaron a manos de los Rodríguez de Valcarce, linaje que acabó integrando prácticamente todo el tercio occidental del Bierzo en esta época bajo su autoridad.
Más tarde, ya en el siglo XV, tras el matrimonio entre Pedro Álvarez Osorio, señor de Cabrera y Ribera de León, con Constanza de Valcarce, hija de García Rodríguez de Valcarce y Balboa, estas tierras pasaron a depender de los Osorio, que recibieron de manos del rey Enrique IV en 1456 el Condado de Lemos. No obstante, al fallecer este en 1483 estalló un conflicto sucesorio que los Reyes Católicos solventaron en 1486 con la creación del marquesado de Villafranca, pasando Oencia a depender del marquesado villafranquino. En esta época, con la reducción de ciudades con voto en Cortes a partir de las Cortes de 1425, las localidades del municipio pasaron asimismo a estar representadas por León, lo que les hizo formar parte de la provincia de León en la Edad Moderna, situándose dentro de ésta en el partido de Ponferrada.
Por otro lado, debido a la adscripción territorial desde la Alta Edad Media del territorio de Oencia al reino leonés, durante toda la Edad Moderna las localidades del municipio formaron parte de la jurisdicción del «Adelantamiento del reino de León».
Finalmente, en la Edad Contemporánea, en 1821 Oencia y el resto de localidades del municipio pasaron a formar parte de la provincia de Villafranca, si bien al perder ésta su estatus provincial al finalizar el Trienio Liberal, en la división de 1833 pasaron a estar adscritas a la provincia de León, dentro de la Región Leonesa. Un año después, en 1834, cuando se realizó en España la primera división en partidos judiciales, el municipio de Oencia quedó encuadrado en el partido judicial de Villafranca del Bierzo, si bien al suprimirse este en 1966 pasó a depender del partido judicial de Ponferrada.
A mediados del siglo XX, durante la Segunda Guerra Mundial el municipio tuvo su particular fiebre del oro con el wolframio, mineral especialmente codicionado en esa época debido a su idoneidad para la construcción de material pesado de armamento militar.

## Demografía
Cuenta con una población de 277 habitantes (INE 2024).
| Gráfica de evolución demográfica de Oencia entre 1842 y 2021                                                          |
| |
| Población de derecho según los censos de población del INE. Población de hecho según los censos de población del INE. |

### Núcleos de población

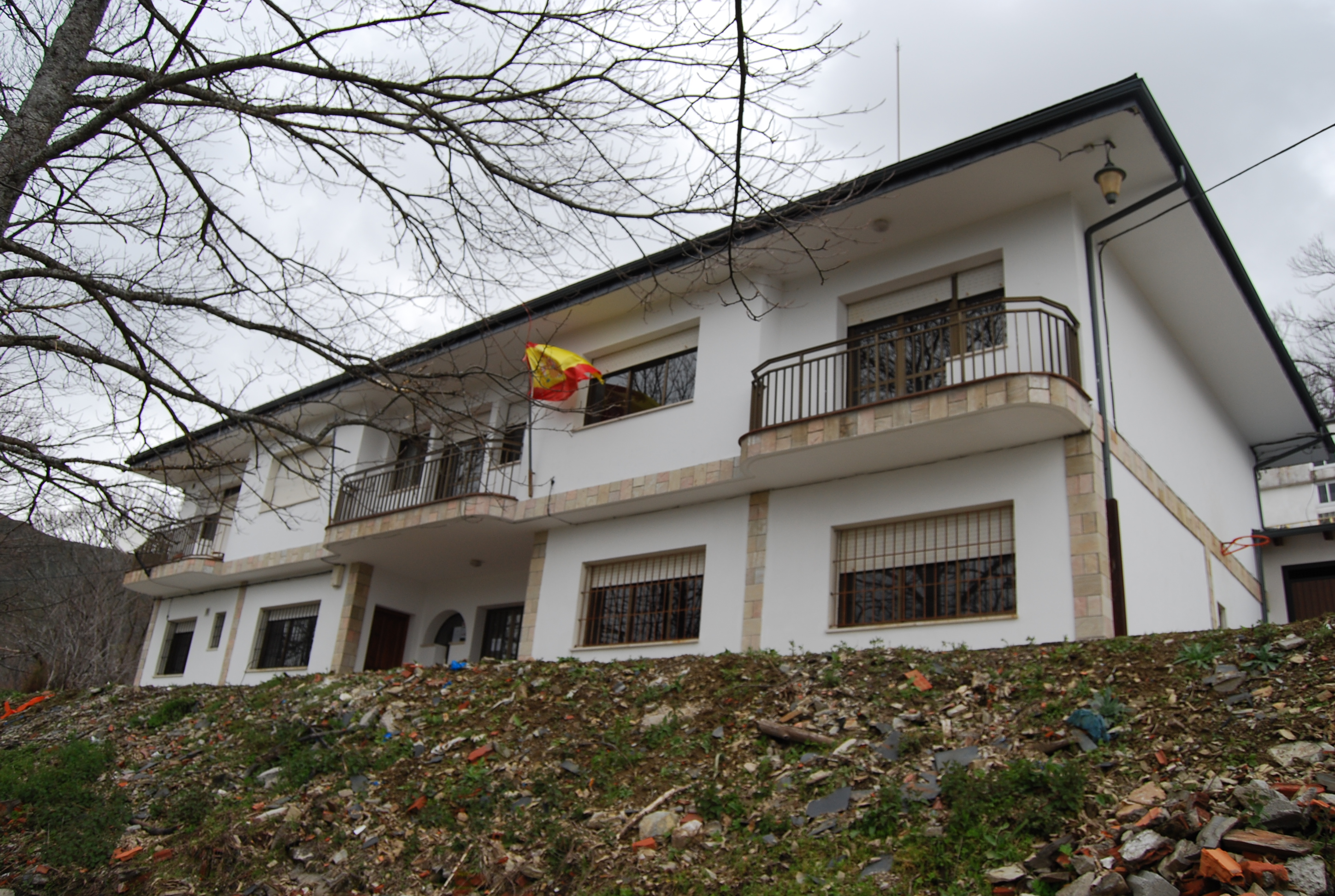
Casa consistorial

El municipio se divide en varios núcleos de población, que poseían la siguiente población en 2017 según el INE.
| Núcleo de población | Población |
| ------------------- | --------- |
| Oencia              | 89        |
| Arnadelo            | 55        |
| Villarubín          | 46        |
| Arnado              | 35        |
| Gestoso             | 35        |
| Castropetre         | 13        |
| Lusio               | 11        |
| Sanvitul            | 6         |
| Leiroso             | 3         |

## Patrimonio

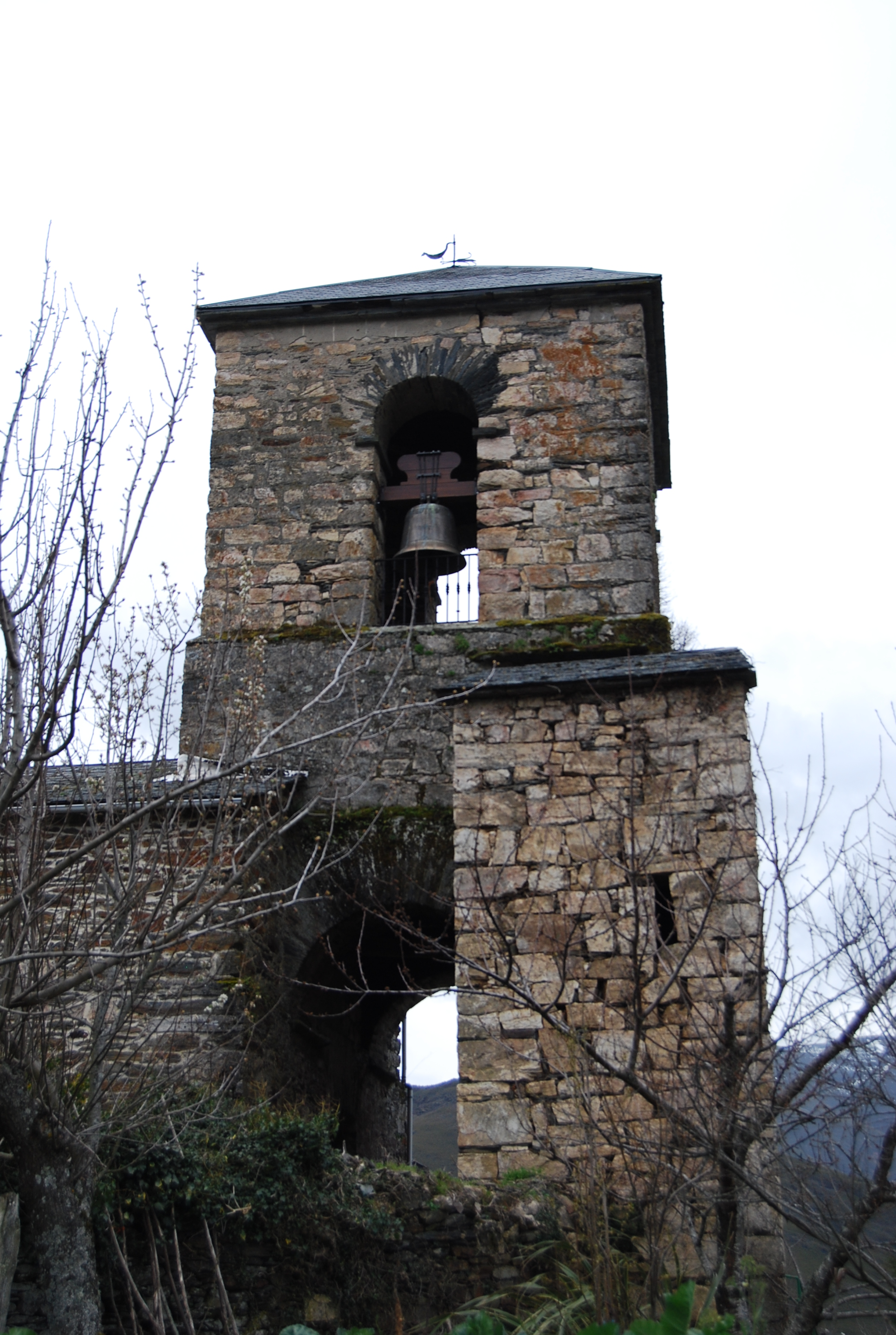
Campanario de la iglesia de Oencia

- Iglesia de Santa María, en Oencia, destaca por su buena construcción y su airoso campanario.
- Iglesia de Lusío. Destaca en su interior la imagen de Santa María.
- Restos del castillo de Lusío. De la antigua fortaleza de Lusío apenas quedan hoy unas ruinas en medio del monte.
- Arquitectura popular. Pueden encontrarse bellos ejemplos de arquitectura tradicional en todas las localidades que conforman el municipio.
- Antiguas ferrerías. Se sitúan a lo largo del cauce del río Selmo.